# Kinkala (distrikt)
Kinkala är ett distrikt i Kongo-Brazzaville. Det ligger i departementet Pool, i den södra delen av landet, 50 km väster om huvudstaden Brazzaville.